# Юдинове
Юдинове — пізньопалеолітична стоянка в Брянській області на Стародубщині.
Юдинове 1 (одна із трьох на території села, вивчена найбільше докладно). У процесі розкопок, здійснених К.М. Полікарповичем, В.Д. Будько, З.А. Абрамовою і Г.В. Григор'євою і триваючими по теперішній час, відкритий житловий майданчик поселення з господарськими ямами й залишками чотирьох округлих жител-яранг із костей мамута, побудованих древніми людьми близько 15,000 років тому.
Вироби стоянки науково датуються 15,000-12,000 до Р.Х.. Належать до деснинською культури.
Два житла вкриті музеєи силами археологів і колгоспу "Перемога" і доступні для огляду відвідувачів. Серед знахідок на стоянці - кремінні й кістяні знаряддя, прикраси й твори мистецтва з бивня мамута й морських раковин, численні залишки тварин.
Крім того, у районі Юдинове відомі:
- кілька стоянок палеолітичної епохи (досліджувалися В.Д. Будько й В.Я. Сергиним),
- поселення мезоліту,
- поселення неоліту,
- могильник бронзової доби,
- поселення бронзи,
- поселення раннього середньовіччя,
- поселення розвиненого середньовіччя,
- поселення пізнього середньовіччя.

Дивиться також: Фотографії вкритих музеєм залишок жител стоянки. [Архівовано 26 червня 2006 у Wayback Machine.]